# Anopheles costalis
Anopheles costalis este o specie de țânțari din genul Anopheles, descrisă de Friedrich Hermann Loew în anul 1866. Conform Catalogue of Life specia Anopheles costalis nu are subspecii cunoscute.